# نهر يوروتاس
نهر يوروتاس (لغة يونانية: Ευρώτας) (بالإنجليزية: Eurotas)‏، هو النهر الرئيسي في مقاطعة لاكونيا في إقليم بيلوبونيز في اليونان.

## روابط خارجية
- kaloneroairfield. Eurotas Canyon III. YouTube.